# بنجامين بيري
بنجامين بيري (بالإنجليزية: Ben Perry)‏ (و. 1994  م) هو راكب دراجة هوائية كندي، ولد في سانت كاثرينز.
.

## روابط خارجية
- بنجامين بيري على موقع الاتحاد الدولي للدراجات (الإنجليزية)
- بنجامين بيري على موقع أرشيف الدراجات (الإنجليزية)
- بنجامين بيري على موقع إحصائيات الدراجات الإحترافية (الإنجليزية)
- بنجامين بيري على موقع نسبة الدراجات (الإنجليزية)